# 石橋勝のボランティア21
『石橋勝のボランティア21』（いしばしまさるのボランティアにじゅういち）は、テレビ大阪とテーク・ワン共同制作の、ボランティアを題材にした教養番組である。制作局のテレビ大阪では1999年4月2日から2009年12月25日まで放送された。

## 概要
エルセラーン化粧品の一社提供番組で、同社代表取締役社長（当時）でNGO「ピースウィンズ・ジャパン」前代表理事の石橋勝がキャスターを務めた。番組は、日本国内外で独自のボランティアを展開する団体や個人の活動を紹介した。また、キャスター自らが世界各地の戦禍や災害現場に出かけ、リポートを敢行。国際的なボランティアの重要性を強く視聴者に訴える番組として放送された。
本番組は、ステレオ放送およびハイビジョン制作を実施していた。ネット局によっては、デジタル放送およびワンセグで左右両サイド黒帯のSD画質で放送された。

## スタッフ
- 構成 : 辻壽々代
- 技術 : テーク・ワン
- 照明 : エル・アップ
- 音声 : テーク・ワンオーディオ
- 美術 : グリーン・アート
- 音効 : 音響企画
- プロデューサー : 宮谷雅秋（TVO）、鵜飼隆司
- 製作 : テレビ大阪、テーク・ワン

## 各地の放送時間
| 地域           | 放送局               | 系列           | 放送日時                 | 遅れ期間 | 備考           |
| -------------- | -------------------- | -------------- | ------------------------ | -------- | -------------- |
| 大阪府         | テレビ大阪 (TVO)     | テレビ東京系列 | 金曜 10時00分 - 10時30分 | --       | 製作局         |
| 北海道         | テレビ北海道 (TVh)   | テレビ東京系列 | 水曜 09時25分 - 09時55分 | 5日遅れ  |                |
| 愛知県         | テレビ愛知 (TVA)     | テレビ東京系列 | 金曜 08時30分 - 09時00分 | 7日遅れ  |                |
| 岡山県・香川県 | テレビせとうち (TSC) | テレビ東京系列 | 水曜 08時05分 - 08時35分 | 5日遅れ  |                |
| 福岡県         | TVQ九州放送 (TVQ)    | テレビ東京系列 | 月曜 10時30分 - 11時00分 | 3日遅れ  |                |
| 青森県         | 青森テレビ (ATV)     | TBS系列        | 月曜 10時00分 - 10時30分 | 3日遅れ  |                |
| 宮城県         | 東日本放送 (KHB)     | テレビ朝日系列 | 木曜 11時00分 - 11時30分 | 6日遅れ  |                |
| 新潟県         | 新潟放送 (BSN)       | TBS系列        | 火曜 10時50分 - 11時20分 | 4日遅れ  |                |
| 群馬県         | 群馬テレビ (GTV)     | 独立UHF局      | 火曜 08時30分 - 08時59分 | 4日遅れ  |                |
| 栃木県         | とちテレ (GYT)       | 独立UHF局      | 土曜 07時30分 - 08時00分 | 8日遅れ  |                |
| 千葉県         | チバテレ (CTC)       | 独立UHF局      | 月曜 10時30分 - 11時00分 | 10日遅れ |                |
| 神奈川県       | テレビ神奈川 (tvk)   | 独立UHF局      | 水曜 09時00分 - 09時30分 | 5日遅れ  |                |
| 富山県         | 北日本放送 (KNB)     | 日本テレビ系列 | 月曜 10時50分 - 11時20分 | 3日遅れ  |                |
| 石川県         | 石川テレビ (ITC)     | フジテレビ系列 | 月曜 10時55分 - 11時25分 | 3日遅れ  |                |
| 福井県         | 福井テレビ (FTB)     | フジテレビ系列 | 月曜 09時55分 - 10時25分 | 3日遅れ  |                |
| 静岡県         | テレビ静岡 (SUT)     | フジテレビ系列 | 金曜 09時55分 - 10時25分 | 7日遅れ  |                |
| 愛媛県         | テレビ愛媛 (EBC)     | フジテレビ系列 | 土曜 10時40分 - 11時10分 |          |                |
| 岐阜県         | 岐阜放送 (GBS)       | 独立UHF局      | 土曜 09時30分 - 10時00分 | 15日遅れ |                |
| 三重県         | 三重テレビ (MTV)     | 独立UHF局      | 土曜 08時30分 - 09時00分 | 15日遅れ |                |
| 滋賀県         | びわ湖放送 (BBC)     | 独立UHF局      | 金曜 08時30分 - 09時00分 | 7日遅れ  |                |
| 奈良県         | 奈良テレビ (TVN)     | 独立UHF局      | 月曜 09時30分 - 09時59分 | 3日遅れ  |                |
| 和歌山県       | テレビ和歌山 (WTV)   | 独立UHF局      | 木曜 08時30分 - 09時00分 | 6日遅れ  |                |
| 鳥取・島根県   | 山陰放送 (BSS)       | TBS系列        | 月曜 10時00分 - 10時30分 | 3日遅れ  |                |
| 広島県         | 中国放送 (RCC)       | TBS系列        | 火曜 10時20分 - 10時50分 | 4日遅れ  |                |
| 熊本県         | 熊本朝日放送 (KAB)   | テレビ朝日系列 | 金曜 10時10分 - 10時40分 | 7日遅れ  |                |
| 沖縄県         | 沖縄テレビ (OTV)     | フジテレビ系列 | 土曜 10時55分 - 11時25分 | 8日遅れ  |                |
| 日本全域       | BSジャパン (BSJ)     | テレビ東京系列 | 水曜 09時30分 - 10時00分 | 5日遅れ  | BSデジタル放送 |

- TXNキー局のテレビ東京では放送されていない。
- かつては東京MXテレビでもネットされていた。
- テレビせとうちは番販ネットの形をとっている。
- 2007年3月31日放送分からはハイビジョン制作。一部のネット局では地上デジタル放送でも4:3ダウンコンバートの場合もある。